# Austroencyrtus ceresii
Austroencyrtus ceresii är en stekelart som först beskrevs av Yin-Xia Liao och Tachikawa 1984.  Austroencyrtus ceresii ingår i släktet Austroencyrtus och familjen sköldlussteklar. Inga underarter finns listade.